# 曼谷蓮縣
曼谷蓮縣（英語：Bangkok Noi district）是泰國首都曼谷轄下的50個区之一。曼谷蓮縣總面積11.944平方公里。根據泰國官方於2017年所作的人口調查數據顯示：居住於曼谷蓮縣的總人口數量為112046人。
Khlong Bangkok Noi（空曼谷諾伊）是一首泰國鄉村歌曲的背景音樂，名為「Bangkok Noi。」（曼谷諾伊）自1960年以來，這首歌一直由差查納-汶納喬特演唱。